# Rafael Hernández Marín
Rafael Hernández Marín, também conhecido como El Jibarito (Aguadilla, 24 de outubro de 1892 — San Juan, 11 de dezembro de 1965), foi um cantor, compositor e instrumentista porto-riquenho, considerado um dos mais importantes daquele país no século XX.

## Biografia
Começou sua educação musical com a idade de doze anos, com os professores Jose Ruellán Lequerica e Jesus Figueroa, com uma formação multi-instrumentista, aprendendo violino, trombone, violão, corneta e piano.
Na adolescência mudou-se para San Juan; na capital da ilha tocou na orquestra municipal sob a regência de Manuel Tizól. Em 1912 compôs sua primeira canção, chamada "Maria e Vitoria" e, com a eclosão da I Guerra Mundial, serviu nas Forças Armadas dos Estados Unidos, ali tocando na banda marcial.
Após o serviço militar mudou-se para Nova York onde figurou como uma das mais importantes figuras porto-riquenhos ali radicadas a exemplo de Luis Muñoz Marín, Luis Lloréns Torres ou o poeta Luis Palés Matos; mais tarde mudou-se para Havana, a fim de reger a orquestra do Teatro Fausto, onde permaneceu por quatro anos até retornar aos EUA onde organizou o Trio Borinquen de breve duração mas que lançou sucessos como “Siciliana”, “Me la pagarás” e “Menéalo”; dissolvido este grupo ele fundou o Conjunto Victoria, no qual viveu o melhor momento de sua carreira.
No começo da década de 1940 ele foi ao México para cumprir um contrato de três meses, e acabou por permanecer naquele país por dezesseis anos, período no qual retomou os estudos e graduou-se no Conservatório Nacional de Música como professor de harmonia, composição e contraponto, de forma que o México é considerado sua segunda pátria; em 1953 voltou a Porto Rico, onde realizou apresentações de sucesso na ilha, vindo a trabalhar como consultor musical da emissora radiofônica estatal e presidiu a Associação de Compositores e Autores de Porto Rico entre 1956 e 1959, além de atuar em várias causas locais, como a criação da liga juvenil de beisebol.
Após uma longa luta contra o câncer, Hernández veio a falecer em 11 de dezembro de 1965.

## Principais composições
Deixou mais de três mil composições, em variados gêneros, das quais a mais famosa é o Lamento Borincano, regravada por diversos artistas; outros sucessos incluem Ausencia, El Cumbanchero, No Me Quieras Tanto, Campanitas de Cristal, Preciosa e "Silencio", considerados clássicos da música latina.
Sua canção “Qué chula es Puebla” é considerada pelos moradores do estado mexicano de Puebla como seu hino não-oficial e os dominicanos consideram “Linda Quisqueya” como seu segundo hino nacional.
De sua autoria "Perfume de Gardênia", foi sucesso na voz de Bienvenido Granda, ganhou versão em português pelo cantor Waldick Soriano, no Brasil ainda inspirando o título de um filme em 2013 e uma banda. O título também é repetido num romance de 1984 da escritora venezuelana Laura Antillano.